# Пруидзе, Реваз Яковлевич
Реваз Яковлевич Пруидзе (груз. რევაზ იაკობის ძე ფრუიძე, 1923, Тифлис, Грузия — 23 июля 1970, Тбилиси) — грузинский советский деятель, 1-й заместитель председателя Совета министров Грузинской ССР, министр иностранных дел Грузинской ССР, секретарь ЦК КП Грузии. Кандидат в члены Бюро ЦК КП Грузии в 1962—1965 г. Член Бюро ЦК КП Грузии в 1965—1970 г. Депутат Верховного Совета СССР 6-го и 8-го созывов.

## Биография
Родился в апреле 1923 года.
В 1941—1943 годах — в Красной армии, участник Великой Отечественной войны. Воевал на Северо-Кавказском фронте. В 1943 году демобилизован после ранения.
С 1943 года — токарь, техник, мастер Тбилисского авиационного завода.
Член ВКП(б) с 1947 года.
Окончил Грузинский политехнический институт.
С 1948 года — старший инженер Грузинского управления гражданского воздушного флота.
В 1953—1961 годах — в аппарате ЦК КП Грузии; 1-й секретарь Цхалтубского районного комитета КП Грузии; заведующий промышленно-транспортного отдела ЦК КП Грузии.
В 1961—1965 годах — 1-й секретарь Тбилисского городского комитета КП Грузии.
9 апреля 1965 — 3 апреля 1970 года — секретарь ЦК КП Грузии.
В апреле 1970 — 23 июля 1970 года — 1-й заместитель председателя Совета министров Грузинской ССР и министр иностранных дел Грузинской ССР.

## Награды
- орден Ленина
- медали